# 小行星3371
小行星3371（3371 Giacconi）是一颗绕太阳运转的小行星，为主小行星带小行星。该小行星于1955年9月14日发现。

## 轨道参数
小行星3371的轨道半长轴为2.7381123 UA，离心率为0.014。